# Lena Endre

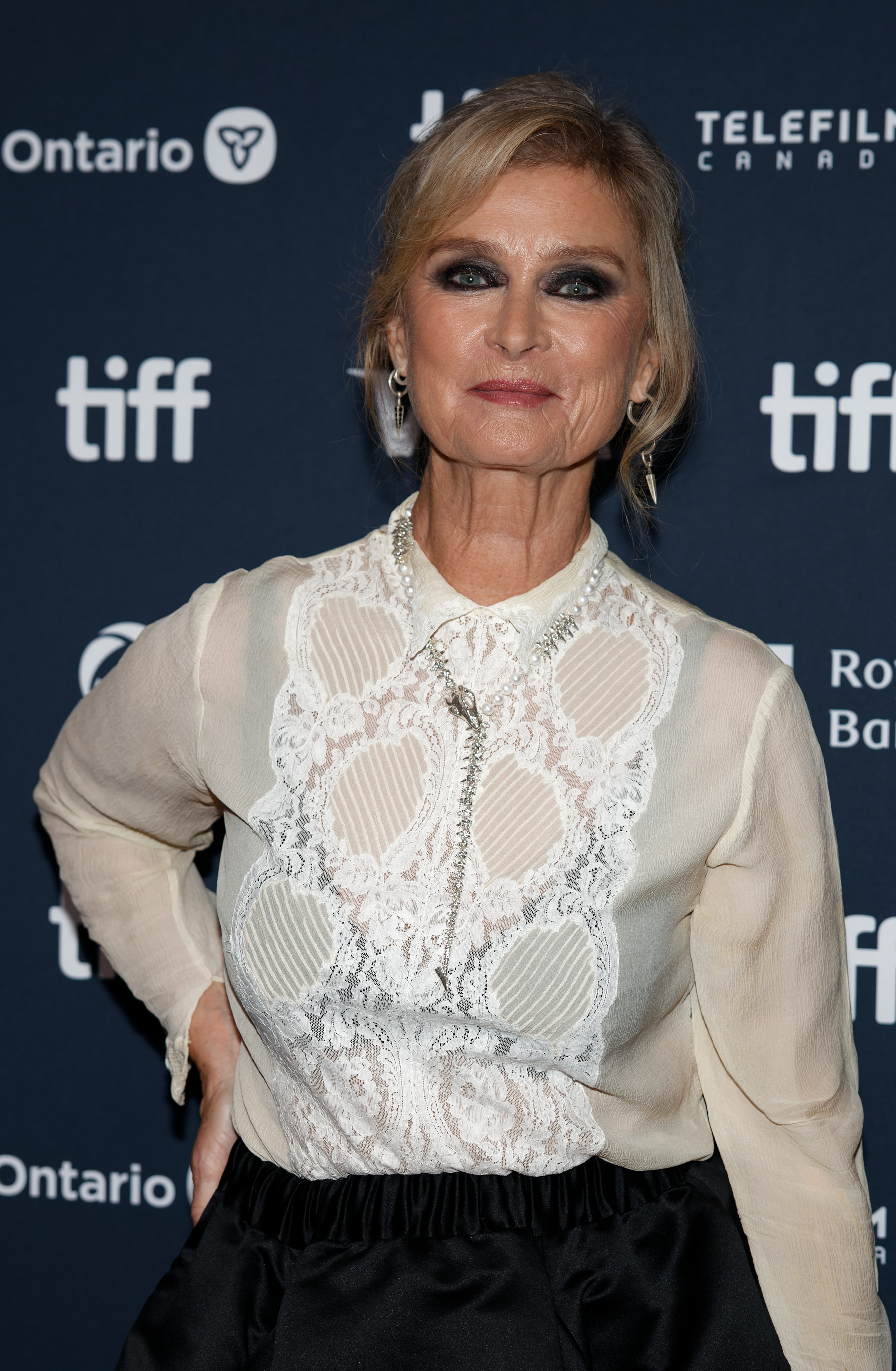
Lena Endre vid Toronto International Film Festival 2024.

Lena Endre, ursprungligen Kjellson, född 8 juli 1955 i Lidingö församling i Stockholms län, är en svensk skådespelare. Hon tillhörde Dramatens fasta ensemble fram till 2024 och har även verkat vid film och TV. Endre har  Guldbaggennominerats sju gånger.

## Biografi
Lena Endre föddes som dotter till jazzmusikern och försäljaren Gerhard "Gejje" Kjellson (1926–2016) och kartriterskan Beryl Forsman (1932–2007). Föräldrarna gick tidigt skilda vägar. Lena Endre fick i stället namnet Endre efter moderns nye make, arkitekten Ants Endre (född i Estland 1939), som adopterade henne. Släkten Kjellson har innehaft Hovmantorps säteri i Småland sedan 1856.
Endre växte delvis upp i sin mors hemtrakter i Härnösand, Ångermanland och delvis i Trollbäcken i Tyresö i Stockholms län. Hon började att studera marinbiologi, men hoppade av studierna och började istället att arbeta i en skivaffär. Parallellt med detta gick hon med i amatörteatergruppen Teater Bellamkåm 1979 och Inge Waerns teaterstudio 1979–1980.
Tre år senare, 1983, kom hon in på scenskolan i Stockholm. Hon gjorde också sin första filmroll i Slagskämpen (1984). Hon gjorde sin praktik i Malmö och utexaminerades 1986. 1987–1988 medverkade hon i TV-serien Varuhuset, i rollen som Ingrid Persson. Rollen kom att bli hennes genombrott.
1987 kom hon till Dramaten i Stockholm via Ingmar Bergman. Bergman hade upptäckt Endre när hon medverkade i Varuhuset, där hon enligt Bergman var "oavbrutet levande i varje ton". Sedan sin debut på Dramaten har Endre gjort ett tjugotal roller. Hösten 2015 medverkade hon i Eirik Stubös uppsättning av Och ge oss skuggorna.
Utanför Dramaten har hon medverkat i exempelvis Nattorienterarna på Teater Brunnsgatan Fyra och revy med Lorrygänget på Oscarsteatern 2001.
För SVT Drama har hon bland annat gjort titelrollen i Ibsens Hedda Gabler, regi Margareta Garpe 1993, och Från regnormarnas liv av P O Enquist 1998.
Under september 2010 medverkade Lena Endre i SVT:s produktion Här är ditt liv med Ingvar Oldsberg.
I september 2011 var hon med i släktforskningsprogrammet Vem tror du att du är? på SVT.
Endre har Guldbaggennominerats sju gånger varav hon mottagit priset tre gånger: 1996 för birollen i Jerusalem, år 2000 för huvudrollen i Trolösa och 2020 för birollen i Min pappa Marianne.

## Familj
Åren 1979–1981 var hon gift med Malte Ekblom och 1982–1985 med Vjeko Benzon. 1986–1999 levde hon tillsammans med Thomas Hanzon, med vilken hon har barnen Rosanna (född 1990) och Edvin Endre (1994), vilka också gett sig in på skådespelarbanan.
Efter separationen från Hanzon gifte sig Endre med Richard Hobert den 3 juni 2000. Paret skilde sig 2012. År 2016 gifte hon sig med konstnären Martin Wickström.

## Priser och utmärkelser
- 1993 – O'Neill-stipendiet
- 1996 – Guldbaggen för bästa kvinnliga biroll i Jerusalem
- 1998 – Svenska Dagbladets Thaliapris
- 1999 – Svenska Akademiens teaterpris
- 2000 – Guldbaggen för bästa kvinnliga huvudroll i Trolösa
- 2002 – Guldmasken som "Bästa kvinnliga musikalartist" för insatsen i Lorry
- 2002 – Litteris et Artibus[4]
- 2003 – Amandaprisen som "Bästa kvinnliga skådespelare"
- 2015 – Kristallen 2015 för "Årets kvinnliga skådespelare i en tv-produktion".
- 2015 – En bit av Georgs hatt[18]
- 2021 – Guldbaggen för bästa kvinnliga biroll i Min pappa Marianne[12]

## Filmografi
- 1984 – Slagskämpen
- 1986 – Porttelefonen
- 1987 – Varuhuset (TV-serie)
- 1987 – Mio min Mio
- 1988 – Besökarna
- 1988 – Kråsnålen (TV-serie)
- 1989 – Istanbul
- 1989 – Lorry (TV-serie)
- 1990 – Pelle flyttar till Komfusenbo
- 1990 – Orfeus
- 1991 – Den goda viljan (TV-serie)
- 1991 – Trappen (TV-serie)
- 1992 – Söndagsbarn
- 1992 – Den goda viljan
- 1993 – Den ena kärleken och den andra (TV-serie)
- 1993 – Hedda Gabler
- 1994 – Yrrol
- 1995 – Slottet
- 1996 – Kristin Lavransdotter
- 1996 – Jerusalem
- 1996 – Juloratoriet
- 1996 – The Return of Jesus, Part II
- 1997 – Ogifta par – en film som skiljer sig
- 1997 – Spring för livet
- 1997 – Svenska hjältar
- 1997 – Larmar och gör sig till (TV-teater)
- 1998 – Från regnormarnas liv (TV-teater)
- 1998 – Ögat
- 1998 – Sanna ögonblick
- 1998 – Ernst Billgrens kontakt
- 1999 – Tarzan (röst som Kala)
- 1999 – Jävla Kajsa (TV-serie)
- 1999 – Fatimas tredje hemlighet
- 2000 – Trolösa
- 2000 – Födelsedagen
- 2000 – Gossip
- 2002 – Alla älskar Alice
- 2002 – Musik för bröllop och begravningar
- 2003 – Tystnadens röst
- 2004 – Tre solar
- 2004 – Låt de små barnen...
- 2004 – Dag och natt
- 2005 – Harrys döttrar
- 2006 – Göta kanal 2 – kanalkampen
- 2006 – Spelar du i kväll?
- 2008 – Himlens hjärta
- 2008 – Åkalla (TV-serie)
- 2009 – Män som hatar kvinnor
- 2009 – Flickan som lekte med elden
- 2009 – Luftslottet som sprängdes
- 2009 – Engelen
- 2009 – Wallander – Hämnden
- 2009 – Wallander – Skulden
- 2009 – Wallander – Kuriren
- 2009 – Wallander – Tjuven
- 2009 – Wallander – Cellisten
- 2009 – Wallander – Prästen
- 2009 – Wallander – Läckan
- 2009 – Wallander – Skytten
- 2010 – Wallander – Dödsängeln
- 2010 – Wallander – Vålnaden
- 2010 – Wallander – Arvet
- 2010 – Wallander – Indrivaren
- 2010 – Wallander – Vittnet
- 2010 – Limbo
- 2011 – Kyss mig
- 2012 – Coacherna
- 2012 – The Master
- 2013 – Skumtimmen
- 2014 – Viva Hate (TV-serie)
- 2015 – Frikänd (TV-serie)
- 2017 – Måste Gitt
- 2017 – Kingsman: The Golden Circle
- 2018 – Livet på Dramaten (TV-serie)
- 2020 – Min pappa Marianne
- 2020 – Tunn is (TV-serie)
- 2021 – Jägarna 2 (TV-serie)
- 2022 – Äntligen! (TV-serie)
- 2025 – Trolösa (TV-serie)

## Teater

### Roller (ej komplett)
| År   | Roll                | Produktion                                                              | Regi                  | Teater         |
| ---- | ------------------- | ----------------------------------------------------------------------- | --------------------- | -------------- |
| 1985 | Johanna             | Två Michael Druker                                                      | Richard Looft         | Teater Sputnik |
| 1991 | Solvejg             | Peer Gynt Henrik Ibsen                                                  | Ingmar Bergman        | Dramaten       |
| 1991 | Julia               | Romeo och Julia (The Tragedy of Romeo and Juliet) William Shakespeare   | Peter Langdal         | Dramaten       |
| 1993 | Marie Steuber       | Rummet och tiden (Die Zeit und das Zimmer) Botho Strauss                | Ingmar Bergman        | Dramaten       |
| 1996 | Magdelon            | De löjliga preciöserna (Les Précieuses Ridicules) Molière               | Thommy Berggren       | Dramaten       |
| 1996 | Siv Carita Falk     | Fint folk Kent Andersson                                                | Thommy Berggren       | Dramaten       |
| 1998 | Shen Te/Shui Ta     | Den goda människan i Sezuan (Der gute Mensch von Sezuan) Bertolt Brecht | Thorsten Flinck       | Dramaten       |
| 2002 | Elisabeth           | Maria Stuart Friedrich Schiller                                         | Ingmar Bergman        | Dramaten       |
| 2002 | Medverkande         | Lorry, revy Peter Dalle                                                 | Peter Dalle           | Oscarsteatern  |
| 2006 | Lady Macbeth        | Macbeth William Shakespeare                                             | Staffan Valdemar Holm | Dramaten       |
| 2006 | Mary Cavan Tyrone   | Lång dags färd mot natt (Long Day's Journey into Night) Eugene O'Neill  | Stefan Larsson        | Dramaten       |
| 2010 | Linda               | En handelsresandes död (Death of a Salesman) Arthur Miller              | Eva Dahlman           | Dramaten       |
| 2012 | Lea de Lonval       | Chéri Colette                                                           | Jenny Andreasson      | Dramaten       |
| 2015 | Carlotta O'Neill    | Och ge oss skuggorna Lars Norén                                         | Eirik Stubø           | Dramaten       |
| 2016 | Karin Åkerblom      | Den goda viljan Ingmar Bergman                                          | Eirik Stubø           | Dramaten       |
| 2016 | Grete               | Presidenterna (Die Präsidentinnen) Werner Schwab                        | Staffan Valdemar Holm | Dramaten       |
| 2017 | Carlotta O'Neill    | Och ge oss skuggorna Lars Norén                                         | Eirik Stubø           | Dramaten       |
| 2018 | Madge               | Påklädaren (The Dresser) Ronald Harwood                                 | Eva Dahlman           | Dramaten       |
| 2018 | Lotti               | En natt i den svenska sommaren Erland Josephson                         | Eirik Stubø           | Dramaten       |
| 2020 |                     | Kvinnostaden (La Cité des Dames) Christine de Pizan                     | Staffan Valdemar Holm | Dramaten       |
| 2021 |                     | Den yttersta minuten Mattias Andersson                                  | Mattias Andersson     | Dramaten       |
| 2021 |                     | Tillbaka till Reims (Retour à Reims) Didier Eribon                      | Thomas •`Ostermeier   | Dramaten       |
| 2022 |                     | Nordic Crime Mattias Andersson                                          | Mattias Andersson     | Dramaten       |
| 2022 | En mor En annan mor | Tid för glädje (Tid for glede) Arne Lygre                               | Stéphane Braunschweig | Dramaten       |
| 2023 | Kvinnan             | Vox Humana Jean Cocteau                                                 | Thomas Ostermeier     | Dramaten       |
| 2024 | Journalisten        | Kung Lear (King Lear) William Shakespeare                               | Falk Richter          | Dramaten       |
| 2025 | Mamman              | Pelikanen August Strindberg                                             | Emil Graffman         | Dramaten       |

### Regi
| År   | Produktion                          | Upphovsmän                                   | Teater   |
| ---- | ----------------------------------- | -------------------------------------------- | -------- |
| 2013 | Tåla mod                            | Amanda Ooms                                  | Dramaten |
| 2014 | Skuggland                           | Jonas Brun                                   | Dramaten |
| 2017 | The Nether                          | Jennifer Haley Översättning Ragnar Strömberg | Dramaten |
| 2019 | Hålla andan How to hold your breath | Zinnie Harris Översättning Björn Sandmark    | Dramaten |